# Cantón de Belvès
El cantón de Belvès era una división administrativa francesa, que estaba situada en el departamento de Dordoña y la región de Aquitania.

## Composición
El cantón estaba formado por catorce comunas:
- Belvès
- Carves
- Cladech
- Doissat
- Grives
- Larzac
- Monplaisant
- Sagelat
- Saint-Amand-de-Belvès
- Saint-Germain-de-Belvès
- Saint-Pardoux-et-Vielvic
- Sainte-Foy-de-Belvès
- Salles-de-Belvès
- Siorac-en-Périgord

## Supresión del cantón de Belvès
En aplicación del Decreto nº 2014-218 de 21 de febrero de 2014, el cantón de Belvès fue suprimido el 22 de marzo de 2015 y sus 14 comunas pasaron a formar parte del nuevo cantón de Valle de Dordoña.